# Madonna (Munch)
Madonna (auch Das Madonna-Gesicht oder Liebende Frau) ist ein Bildmotiv des norwegischen Malers Edvard Munch, das er zwischen den Jahren 1894 und 1897 in fünf Gemälden sowie im Jahr 1895 in einer Lithografie ausführte. Es zeigt die Halbfigur einer Frau mit nacktem Oberkörper und halb geschlossenen Augen. Im Titel klingt die Tradition der Madonnenbildnisse an, der bildnerischen Darstellungen Marias, der Mutter Jesu. Als reales Modell für das Bild gilt die norwegische Schriftstellerin Dagny Juel. Es ist Bestandteil von Munchs Lebensfries, der Zusammenstellung seiner zentralen Werke über die Themen Leben, Liebe und Tod.

## Versionen
Der Catalogue raisonné von Gerd Woll listet insgesamt fünf Gemälde mit dem Titel Madonna auf, die 1894, 1894/95, 1895 und zweimal 1895–97 entstanden sind, siehe dazu auch die Liste der Gemälde von Edvard Munch. In der Reihenfolge ihres Entstehens sind sie heute im Besitz des Munch-Museum Oslo, in dem Munchs Nachlass aufbewahrt wird, der Norwegischen Nationalgalerie, die das Bild 1909 als Schenkung vom Kunstsammler Olaf Schou erhielt, der Stiftung Hamburger Kunstsammlungen, die es 1957 erwarb und als Dauerleihgabe in der Hamburger Kunsthalle ausstellt, sowie zweier Privatsammlungen (Steven A. Cohen sowie Catherine Woodard und Nelson Blitz Jr.).

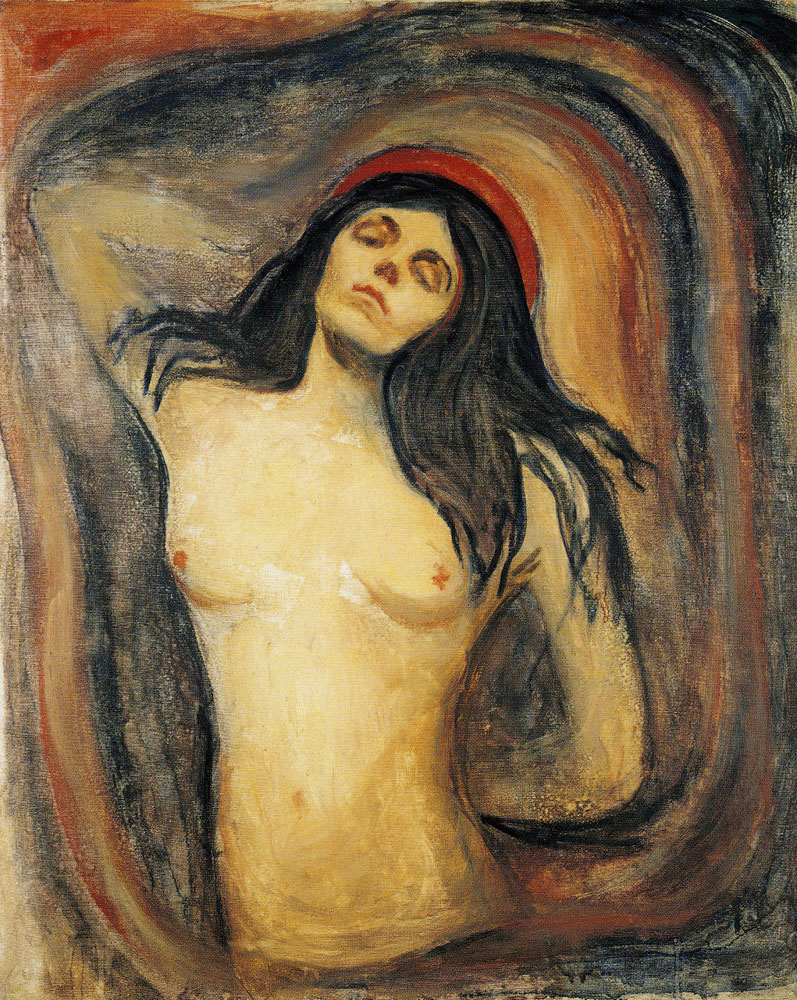
Madonna, 1895–97, 93 × 75 cm, Privatsammlung
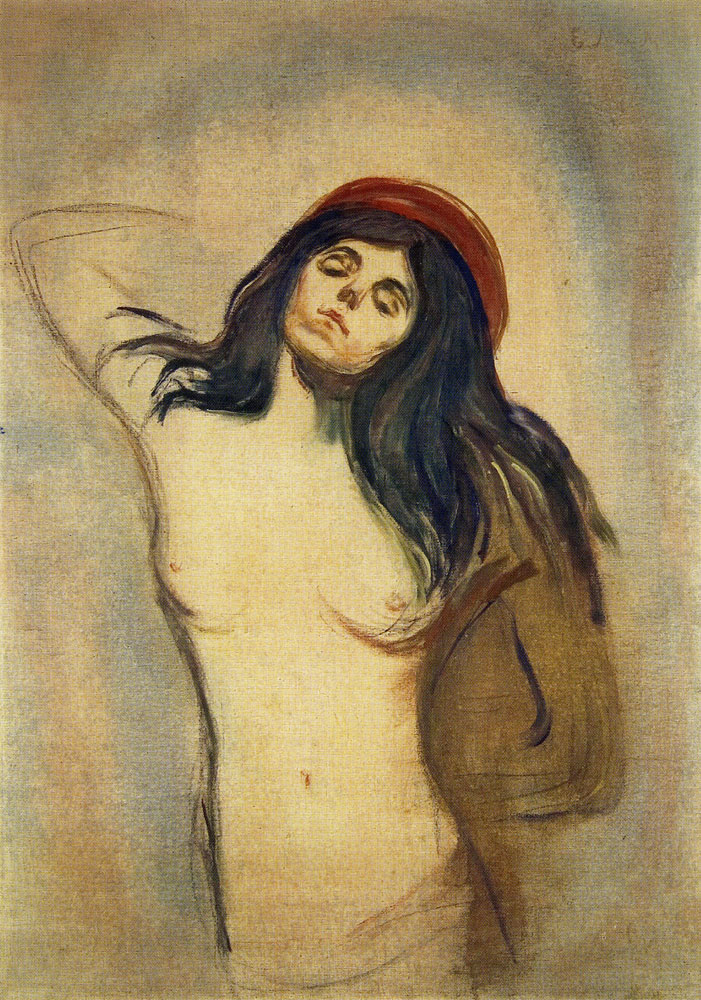
Madonna, 1895–97, 101 × 70,5 cm, Privatsammlung

1895 fertigte Munch eine Lithografie des Motivs an. Auf der Rückseite des Drucksteins befindet sich eine Lithografie von Vampir. Die frühen Drucke sind handkoloriert. 1902 erweiterte Munch die Lithografie um zwei Farbplatten. Drucke aus verschiedenen Stadien der Lithografie finden sich im deutschsprachigen Raum in Basel, Berlin, Bern, Dresden, Hamburg, Köln, Lübeck, München und Wien.

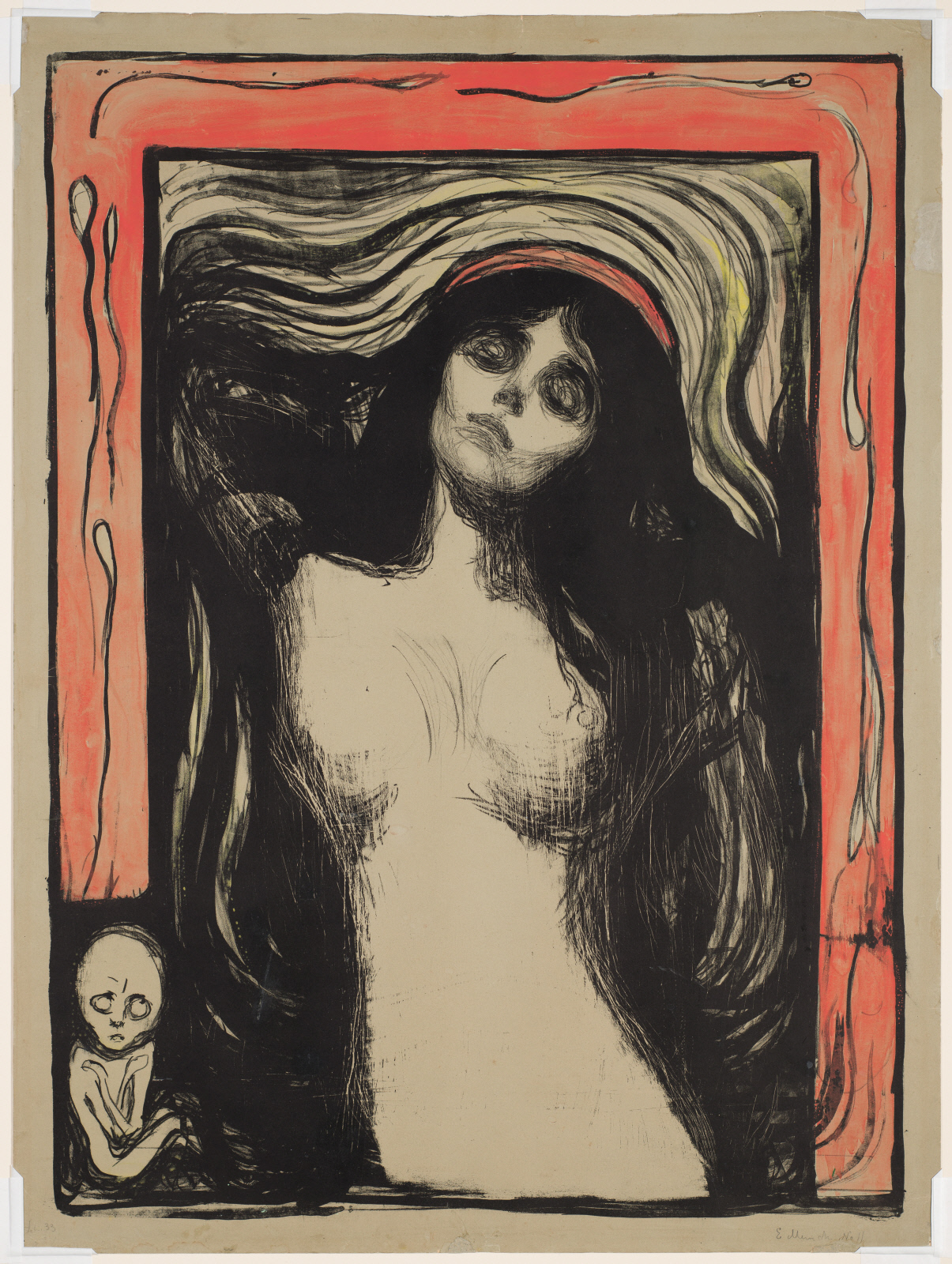
Edvard Munch: Madonna. Lithografie, 1895, 59,8 × 44 cm, The Clark, Williamstown
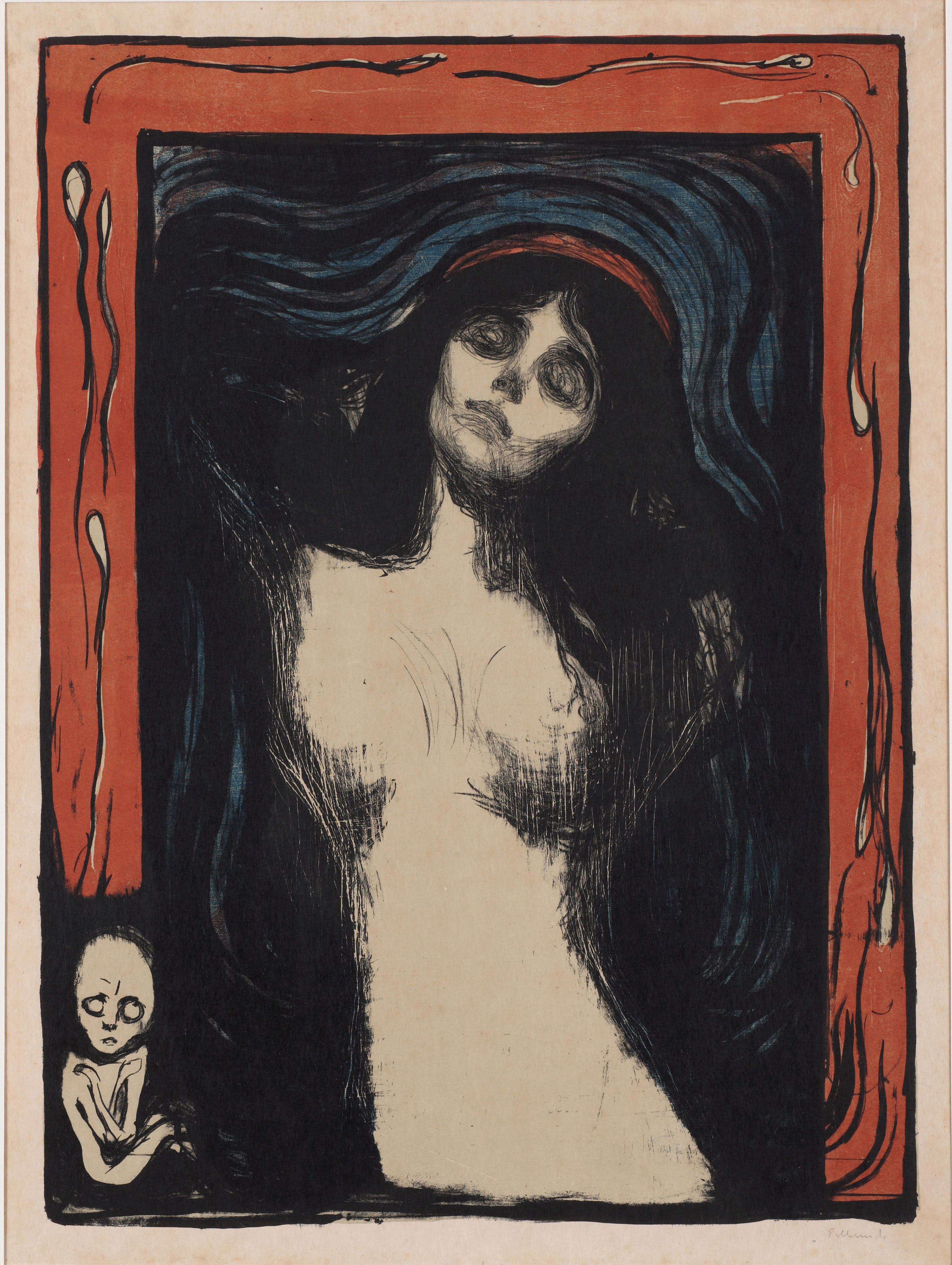
Edvard Munch: Madonna. Lithografie, 1895/1902, 60,5 × 44,4 cm, Ōhara-Kunstmuseum, Kurashiki

## Bildbeschreibung
Der bis zur Scham gezeigte nackte Körper einer Frau ist monumental in die Mitte des hochformatigen Bildes gerückt. Durch die Haltung der Arme, die hinter Kopf und Taille gelegt sind und in den Farbströmen zu verschwinden scheinen, sind Brust und Bauch nach vorne gebogen, dem Betrachter regelrecht entgegengereckt. Das schwarze Haar der Frau fließt über die Schultern, der zurückgeneigte Kopf wird von einem leuchtend roten Heiligenschein umrahmt, der nicht viel größer ist als eine Kopfbedeckung. Die Augen der Frau sind nahezu geschlossen in einem Zustand, wie es Ulrich Bischoff formuliert, „zwischen Schlaf und Wachheit, zwischen Liegen und Stehen, zwischen Auftauchen und Versinken, zwischen Zeigen und Verbergen“. Die Augen sind ebenso geometrisch vereinfacht wie andere Körperpartien.
Der Körper der Madonna sticht mit seiner dreidimensionalen, naturalistisch gerundeten Form vor dem flachen, abstrakten Hintergrund hervor. der die Silhouette nachzeichnet, aber für Reinhold Heller auch an die Form einer Gebärmutter erinnert. Bischoff sieht den Körper in einem „eigentümlich schwebende[n] Zustand“. Dies rührt auch von den mit breiten Pinselstrich aufgetragenen Farbbahnen, die den Körper umfließen. Sie beziehen ihre Spannung aus dem Kontrast von Braun-Rot und Blau-Schwarz. Der bestimmende Kontrast ist für Bischoff jedoch derjenige zwischen dem pechschwarzen Haar und dem Signalrot des Heiligenscheins, dessen Farbe sich auch in Brustwarzen und Nabel wiederfindet. Die Farben sind allgemein sehr dünn aufgetragen, so dass die weiße Grundierung ebenso wie das Gewebe der Leinwand hindurchschimmern. Auf Teilen des Gemäldes befinden sich Tropfen, die, von Munch durchaus beabsichtigt und daher nicht übermalt, den Eindruck einer raschen, leidenschaftlichen Arbeit verstärken.
Bei seiner ersten Ausstellung soll das Bild mit einem Rahmen umgeben worden sein, auf dem sich geschnitzte oder gemalte Spermien und Embryonen befanden. Er ist allerdings später verlorengegangen. Seine Gestaltung findet sich noch in der Lithografie wieder.

## Modell
In den Gesichtszügen der Madonna glauben viele Autoren Dagny Juel wiederzuerkennen. Zwar schränkt Arne Eggum ein, dass der letzte Beweis dafür fehle. Allerdings habe ihr Vater verlangt, das Bild aus einer Ausstellung zu entfernen.  Dagny Juel war eine norwegische Schriftstellerin, die Anfang der 1890er Jahre in den Berliner Künstlerkreisen verkehrte, zu denen unter anderem auch August Strindberg, Stanisław Przybyszewski und Edvard Munch gehörten. Alle drei sollen laut Matthias Arnold um die junge Norwegerin geworben haben. Am Ende entschied sie sich für den polnischen Schriftsteller.

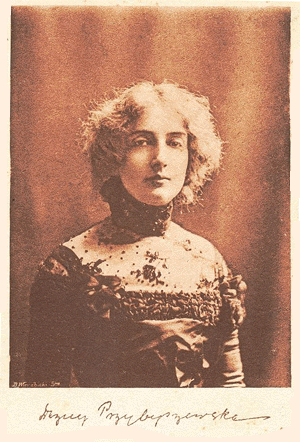
Fotografie von Dagny Juel, 1894
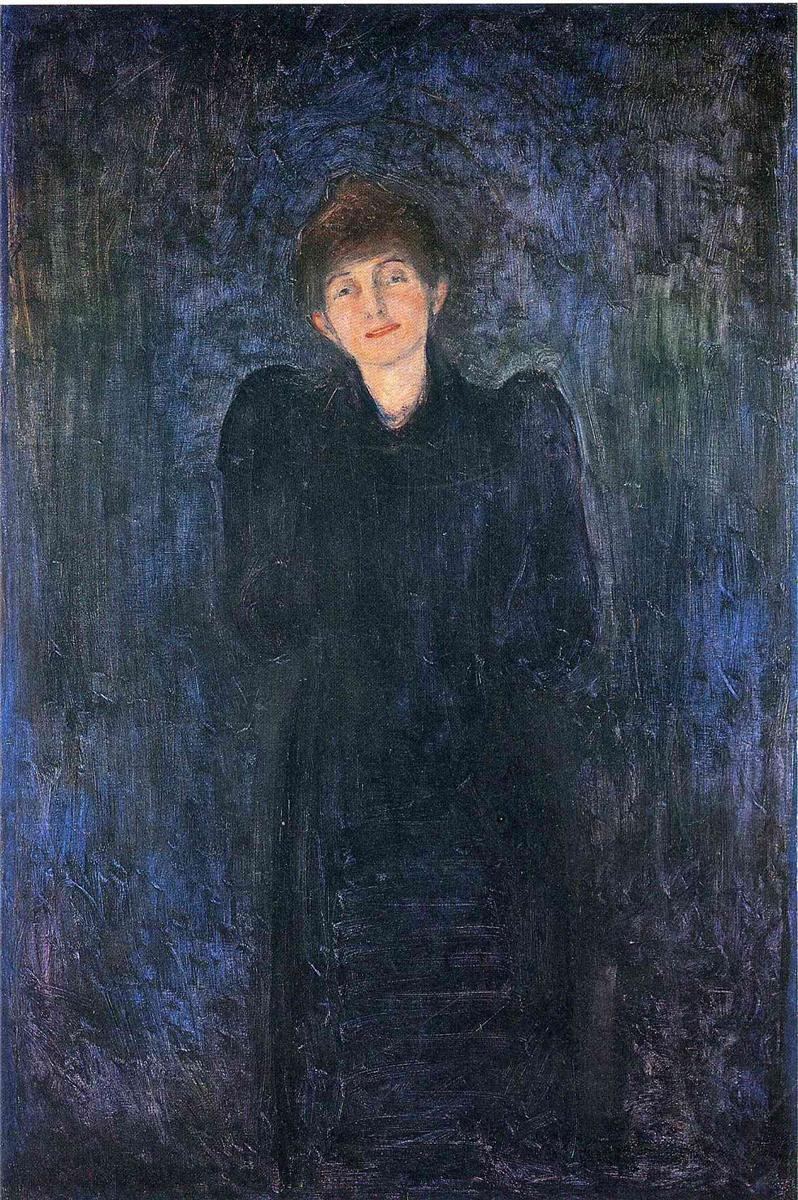
Edvard Munch: Dagny Juel Przybyszewska, 1893, 158 × 112 cm, Munch-Museum Oslo
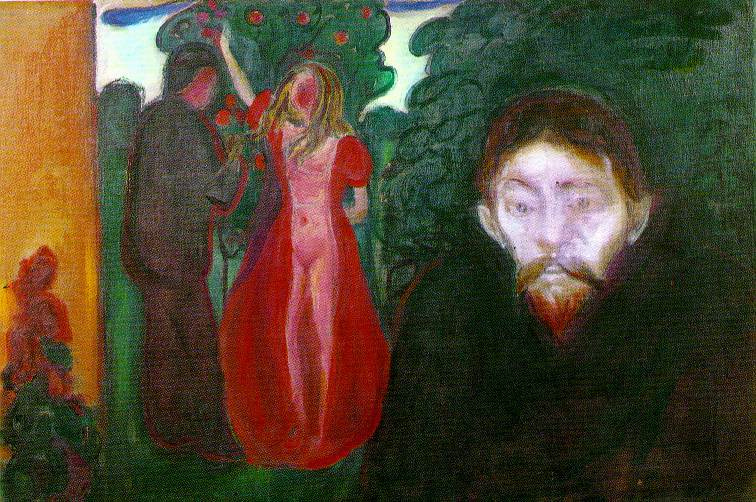
Edvard Munch: Eifersucht, 1895, 67 × 100,5 cm, Kunstmuseum Bergen

Julius Meier-Graefe schrieb: „Strindberg sah in ihr eine zielbewußte Messalina von letzter Teufelei, vor der man nicht weit genug fliehen konnte und die einen selbst noch in der Ferne am Band hielt. Munch dachte ähnlich und nannte sie, wenn wir unter uns von ihr sprachen, die Dame, was weiter nichts als gebotene Fremdheit besagen sollte […] Vielleicht hat Munch sie gehabt, ich weiß es nicht, nannte sie trotzdem und erst recht die Dame. Vielleicht Strindberg, leicht möglich. Wahrscheinlich hat sie viele gehabt. Besessen hat sie keiner.“ Welcher Art die Beziehung zwischen Munch und Juel letztlich gewesen ist, ist nicht bekannt. Allerdings soll der Maler in späten Jahren ein Bildnis von ihr über seinem Bett hängen gehabt haben, und Munchs Gemälde Eifersucht wird allgemein als bildnerische Darstellung des Dreiecksverhältnisses zwischen Juel, Przybyszewski und Munch gewertet.

## Interpretation
Laut Arne Eggum ist Munchs Madonna in unterschiedliche Richtungen interpretiert worden: von der Darstellung eines Orgasmus bis zur Entstehung des Lebens und schließlich – nicht zuletzt von Munch selbst – der Nähe zum Tod.

### Eros
Der Kunsthistoriker Werner Hofmann sprach von der Madonna als einem „Andachtsbild des Eros der Decadence“. Arne Eggum und Guido Magnaguagno verweisen auf den Nimbus, den Heiligenschein, der an religiöse Madonnenbildnisse erinnert, während die laszive Nacktheit an Blasphemie grenze. Der zeitgenössische Kritiker Franz Servaes führte aus: „Es ist der Moment kurz vor dem höchsten Liebesrausch und der seligsten Hingabe. Das Weib, seiner heiligsten Erfüllung nahe, bekommt einen Moment von überirdischer Schönheit. […] Der Mann, der dieses Anblickes teilhaftig wird, kann dabei wohl die Vision einer Madonna erhalten.“ Ähnlich sieht auch Reinhold Heller eine Frau „in einem Moment der sexuellen Extase dargestellt“, wobei der Betrachter die Sicht des Partners beim Geschlechtsverkehr einnehme. Der Embryo im Rahmen des Bildes sei die Frucht dieser Vereinigung.

### Leben
Laut Heller lag für Munch in der „erschreckenden kosmischen Macht“ der Sexualität „die Essenz des Lebens“, die auch zur Entstehung neuen Lebens führte. In diesem Sinne sieht er in der Madonna „den Augenblick der Empfängnis symbolisiert, in dem Vergangenheit und Zukunft zusammentreffen“. Schon die Farbgebung des Bildes und die fließende Aura, die die Frauenfigur umgibt, weckt in ihm Assoziationen an den Mutterleib. Er spekuliert, dass es sich beim Modell für die Madonna auch um Dagny Juels Schwester gehandelt haben könnte, die zur Entstehungszeitpunkt des Bildes schwanger war. Auch Tone Skedsmo sieht das Bild, über dem für sie eine friedliche, harmonische Stimmung liegt, unter dem Thema der Empfängnis: jenes Moments, in dem neues Leben geschaffen wird. In seinem Lebensfries habe Munch versucht, Menschen einzufangen, die atmen, leben, leiden und lieben, aber nur wenige Bilder seien so aufgeladen mit Liebe und Gefühl wie Madonna, in dem die Weiblichkeit zum Ausgangspunkt des Mysteriums des Lebens werde.

### Tod
Wie häufig bei Munch verweist die Entstehung des Lebens auch auf den Tod. So fügte er im Album Der Baum der Erkenntnis im Guten wie im Bösen der Lithografie den Text bei: „Die Pause, in der die Welt ihren Lauf anhält / Dein Angesicht enthält die ganze Schönheit des Erdreiches / Deine Lippen karmesinrot wie die kommende Frucht / gleiten voneinander wie im Schmerz / Das Lächeln einer Leiche / Jetzt reicht das Leben dem Tod die Hand / Die Kette wird geknüpft, die tausend Geschlechter / der Toten verbindet mit den tausend Geschlechtern, die kommen.“ Bereits die Pose der Madonna mit ihren hinter dem Körper versteckten Armen ist zwar einerseits eine Schönheitspose des 19. Jahrhunderts, erinnert Reinhold Heller aber ebenso an eine klassische Pose griechischer Skulpturen von sterbenden Nioben. Arne Eggum zieht eine Verbindung zur Göttin Astarte, gleichzeitig Göttin der Fruchtbarkeit wie des Todes, deren Symbol der Mondsichel er mit dem roten Heiligenschein der Madonna assoziiert. Munchs Bild sieht er als ein „pseudosakrales Kultbild“, das die in der Gedankenwelt des 19. Jahrhunderts gängige Verbindung von Liebe und Tod zum Ausdruck bringt. Die Formulierung einer solchen privaten Theologie sei eine der wesentlichen zeitgenössischen Forderungen an die Künstler des Symbolismus gewesen.

## Werkkontext
Erste Studien zum Motiv Madonna nahm Munch in den Jahren 1892 bis 1894 vor. Auch in späteren Werken hat Munch die speziellen Züge des Madonna-Gesichts verwendet, so in Liebespaar bzw. Auf den Wellen der Liebe. Auch das Motiv dieser Lithografie aus dem Jahr 1896 interpretiert Arne Eggum als „Kultbild einer primitiven Quasi-Religion, die in der Selbstaufgabe die Seeligkeit sieht“, „Bewußtsein, um in All-Bewußtsein überzugehen, das Bewußtsein des Todes und der Liebe“. Eine noch direktere Hinwendung zum Tod zeigt die Lithografie Todeskuss, der Munch im Jahr 1899 noch einmal die Züge der Madonna verliehen hat.

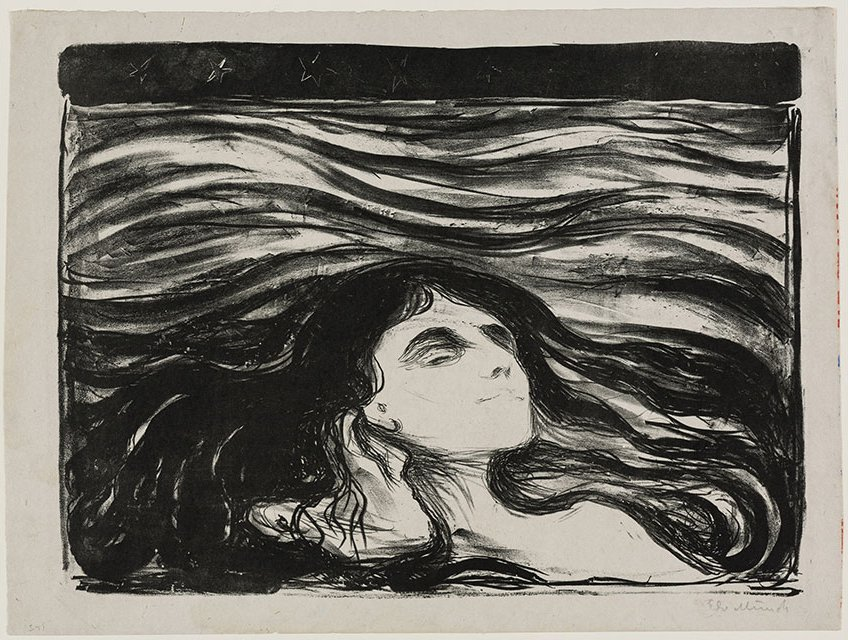
Auf den Wellen der Liebe. Lithografie, 1896, 31 × 42 cm, Detroit Institute of Arts
Todeskuss. Lithografie, 1899, 29,5 × 46,0 cm, Thielska galleriet, Stockholm
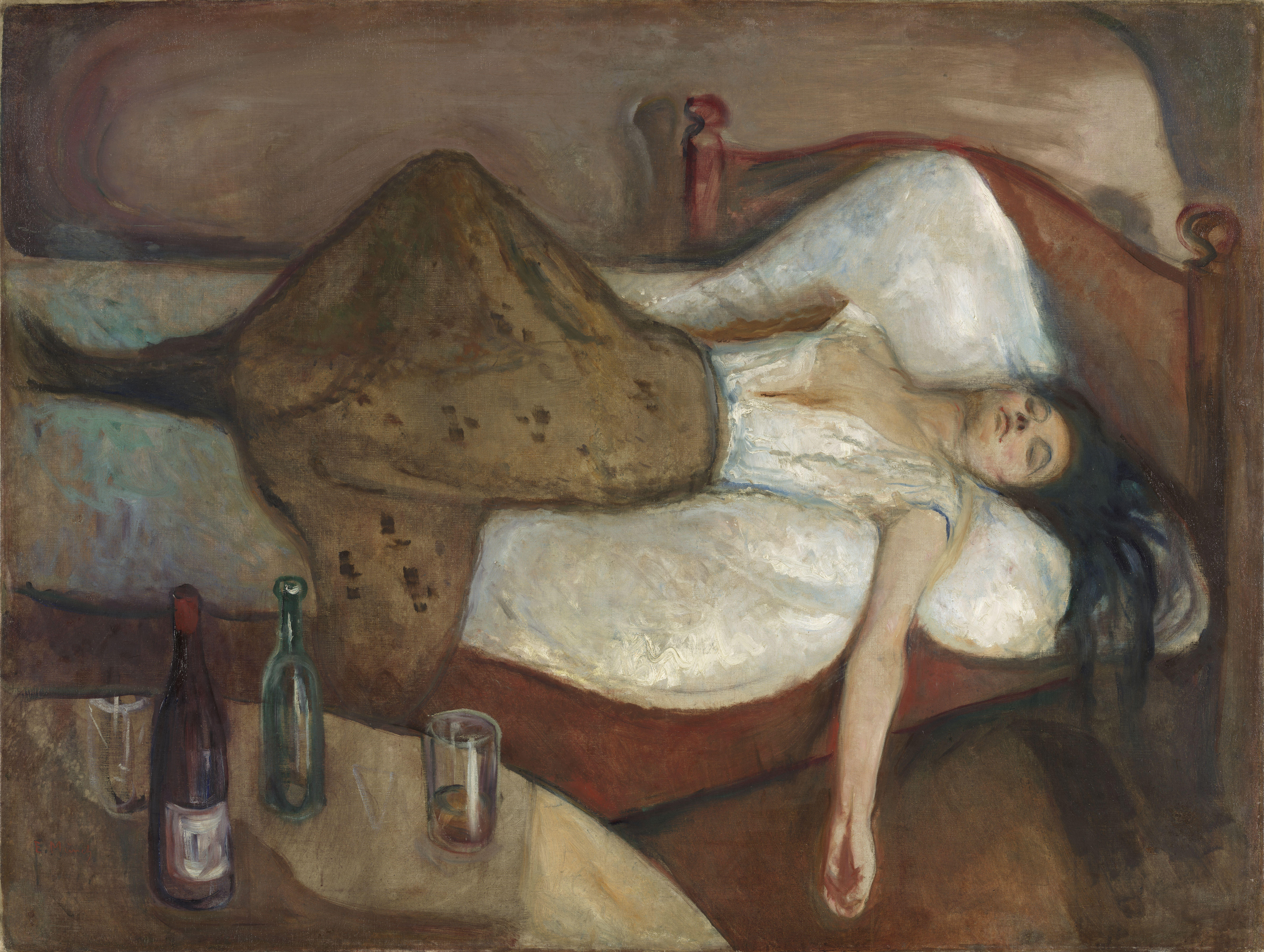
Der Tag danach, 1894, 115 × 152 cm, Norwegische Nationalgalerie, Oslo

Im unmittelbaren Werkzusammenhang steht auch das Gemälde Der Tag danach, in das Munch 1894 das Madonna-Gesicht übertrug. Stanisław Przybyszewski vermischte die beiden Motive, als er beschrieb: „Es ist ein Weib im Hemde mit der charakteristischen Bewegung der absoluten Hingebung, in der alle Organempfindungen zu Erethismen intensester Wollust werden; eine Madonna im Hemde auf zerknitterten Laken mit dem Glorienschein des kommenden Geburtsmartyriums, eine Madonna in dem Moment erfaßt, in dem die geheime Mystik des ewigen Zeugungsrausches ein Meer von Schönheit auf das Gesicht des Weibes erstrahlen läßt, in dem die ganze Tiefe des Empfinden tritt, da der culturelle Mensch mit seinem metaphysischen Ewigkeitsdrange und das Tier mit seiner wollüstigen Zerstörungswut sich begegnen.“ Die erste Version von Der Tag danach ist verschollen und soll sich stark von der 1894 nachgemalten Version unterscheiden.

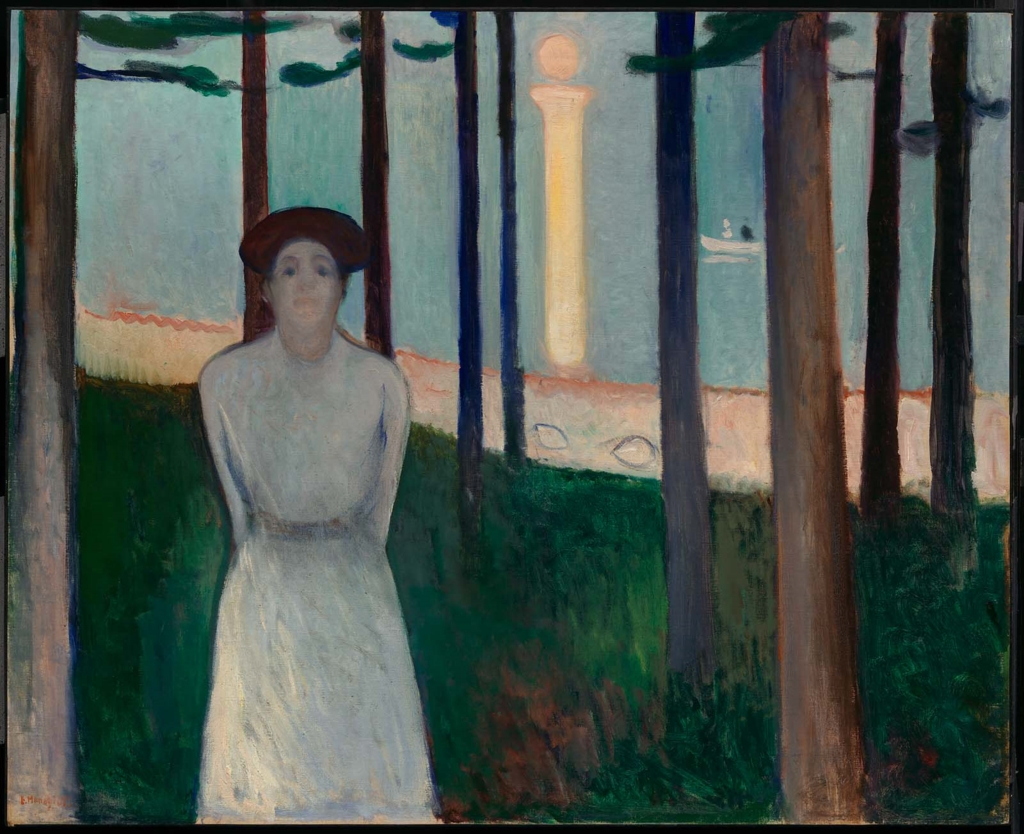
Die Stimme, 1893, 88 × 108 cm, Museum of Fine Arts, Boston
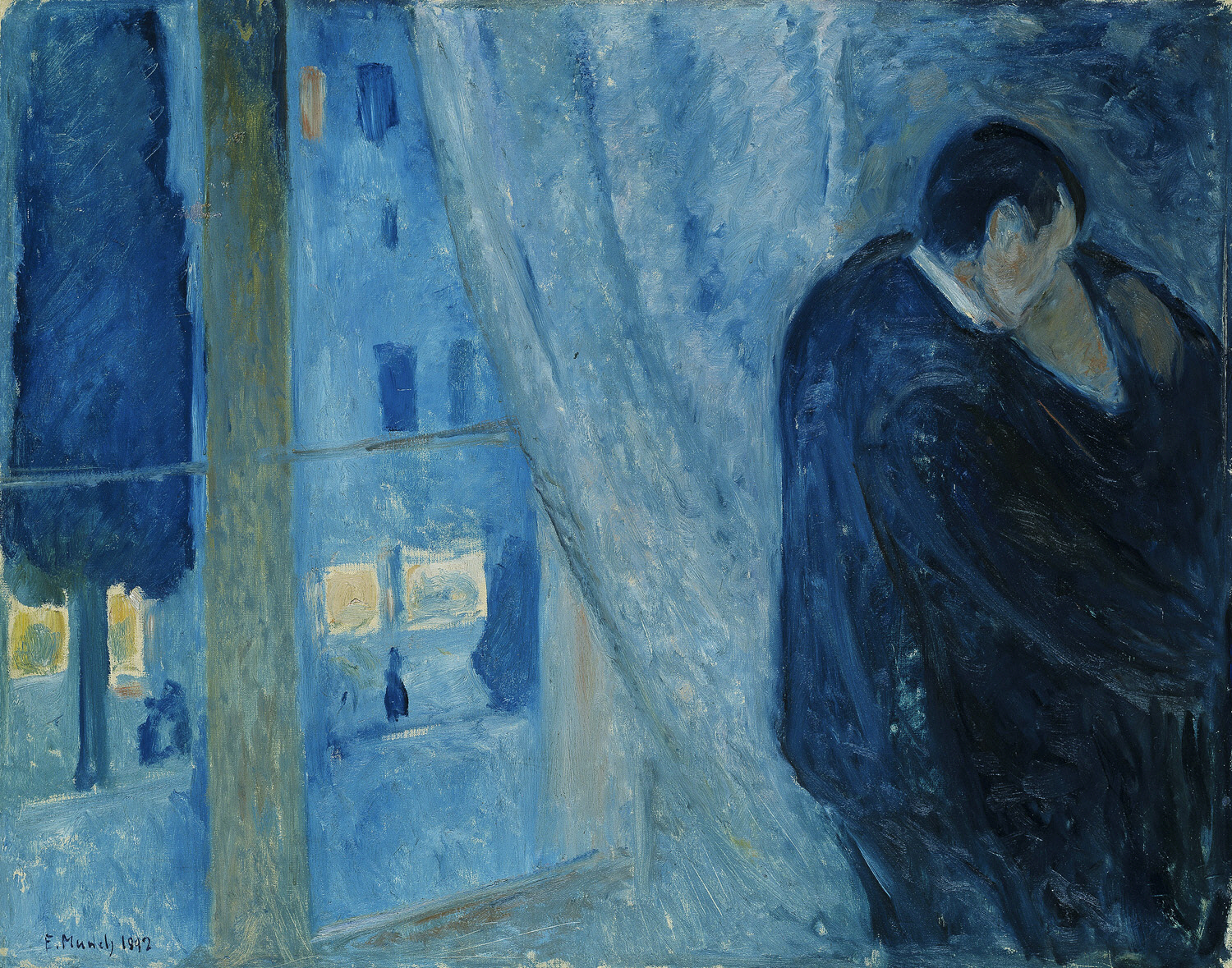
Der Kuss, 1892, 73 × 92 cm, Norwegische Nationalgalerie, Oslo
Vampir, 1893, 80,5 × 100,5 cm, Kunstmuseum, Göteborg
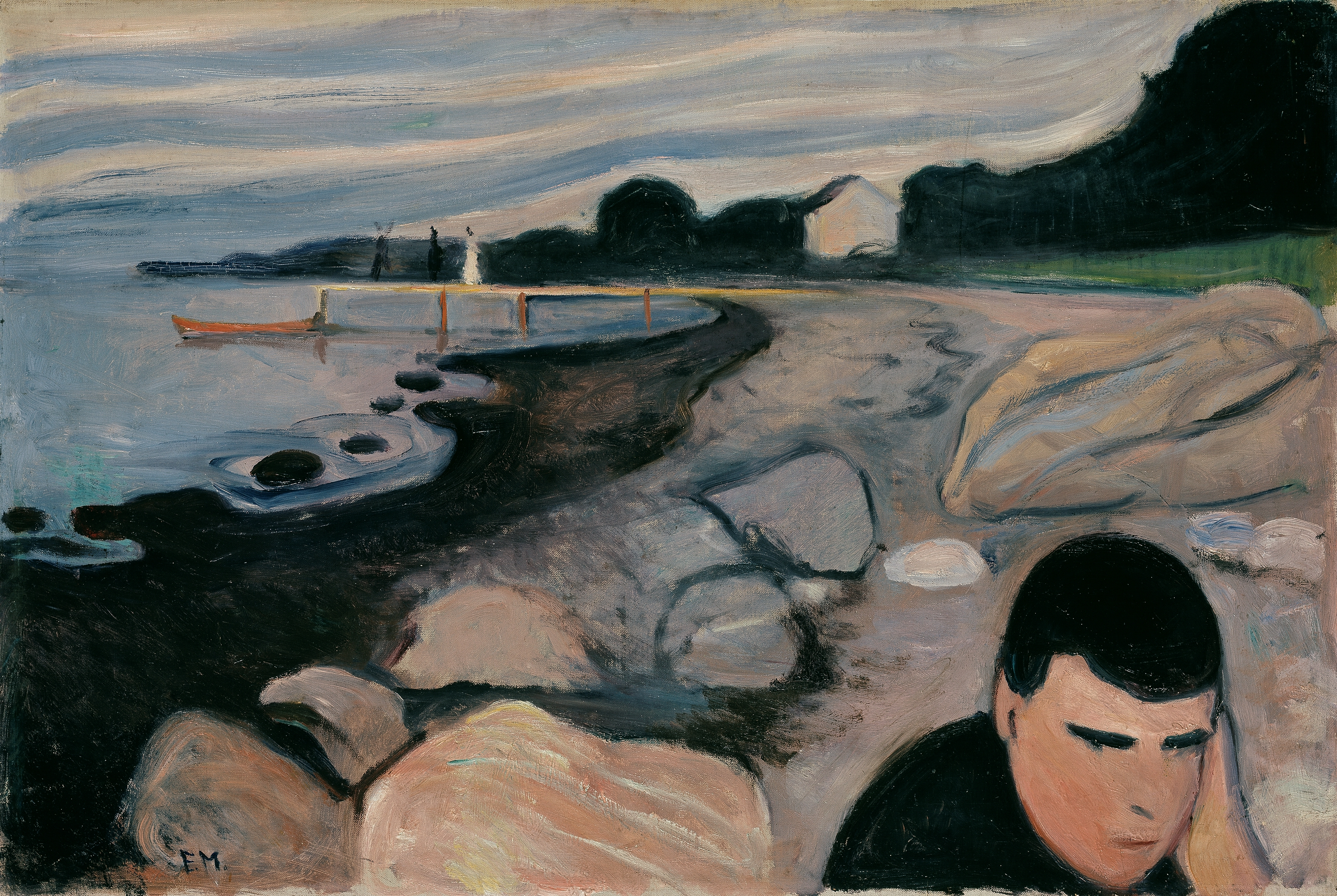
Melancholie, 1892, 64 × 96 cm, Norwegische Nationalgalerie, Oslo
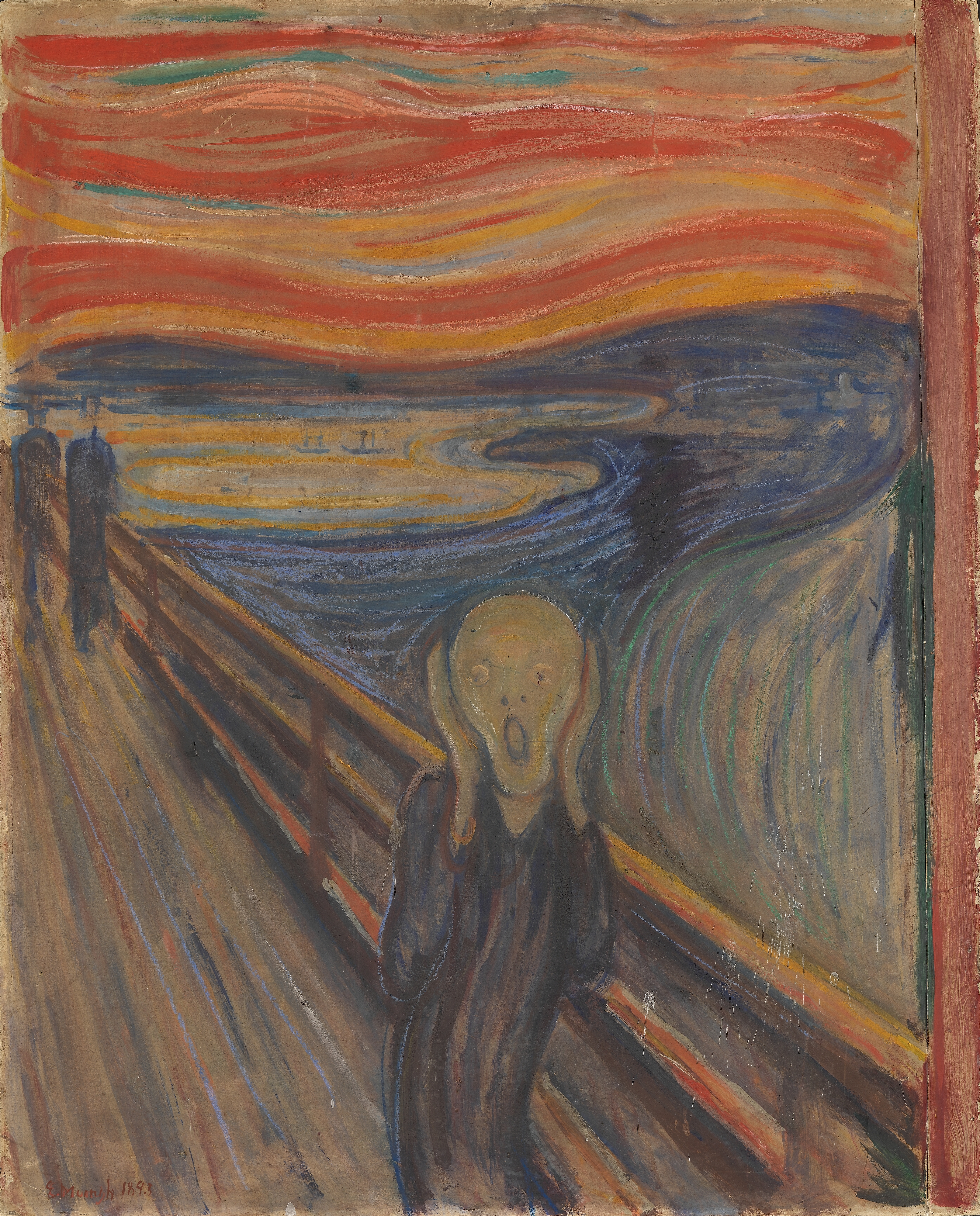
Der Schrei, 1893, 91 × 73,5 cm, Norwegische Nationalgalerie, Oslo

Eine erste Ausstellung des Motivs Madonna im Kontext anderer Werke fand im Dezember 1893 in Berlin in einem angemieteten Ausstellungsraum Unter den Linden statt. Munch präsentierte die Bilder Die Stimme, Der Kuss, Vampir, Madonna, Melancholie und Der Schrei unter dem Titel Studie zu einer Serie „Die Liebe“. Die Bildfolge erzählt laut Hans Dieter Huber den linearen Ablauf einer Liebe, die von der Anziehung der Geschlechter in einer Sommernacht, einem Kuss und dem Raub der Kräfte des Mannes über das Erstrahlen der Frau in voller Blüte sowie dem Versinken des Mannes in Melancholie bis zur abschließenden Lebensangst reicht. Aus dieser Serie entstand später, angereichert um die Themen Leben und Tod, der Lebensfries, die Zusammenstellung der zentralen Werke des Malers unter dem Motto „eine Dichtung über Leben, Liebe und Tod“.

## Rezeption und öffentliche Wahrnehmung
Laut Nina Denney Ness, einer Mitarbeiterin des Nationalmuseum Oslo, ist Madonna eines der wichtigsten und bekanntesten Bilder Edvard Munchs. Die Hamburger Kunsthalle reiht es unter die „Schlüsselwerke“ des norwegischen Malers ein. Ulrich Bischoff spricht von der „neben dem Schrei berühmtesten Bilderfindung Munchs“.
In den Fokus der Öffentlichkeit gelangte Madonna auch durch zwei Diebstähle. Im März 1990 wurde ein damals auf 1,6 Millionen norwegischer Kronen geschätztes Gemälde aus der Galerie Kunsthuset in Oslo gestohlen. Drei Monate später, im Juni 1990, konnte es wieder aufgefunden werden. International machte insbesondere ein Raub aus dem Munch-Museum Oslo Schlagzeilen, bei dem die Fassungen des Munch-Museums von Madonna und Der Schrei am 22. August 2004 mitten im Öffnungsbetrieb geraubt wurden. Erst zwei Jahre später, am 31. August 2006, konnten die Gemälde nach Hinweisen aus der Osloer Unterwelt sichergestellt werden.
Im Juli 2010 wurde ein handkolorierter Druck der Lithografie von 1895 beim Aktionshaus Bonhams in London für 1,2 Millionen britische Pfund versteigert. Damit war es zu diesem Zeitpunkt der teuerste in Großbritannien je versteigerte Kunstdruck.
Munchs Madonna gilt als ein mögliches Vorbild des allzu freizügigen Madonnen-Bildes in Thomas Manns Novelle Gladius Dei. Dort ist die Rede von einer „heiligen Gebärerin, von berückender Weiblichkeit, entblößt und schön, ihre großen, schwülen Augen dunkel umrändert, ihre delikat und seltsam lächelnden Lippen halb geöffnet“.